# 2,4-Dimethyl-6-tert-butylphenol
2,4-Dimethyl-6-tert-butylphenol ist eine chemische Verbindung aus der Gruppe der Alkylphenole. Es kann aus o-Kresol gewonnen werden.
Es ist eine brennbare, schwer entzündbare, farblose bis gelbliche Flüssigkeit mit phenolartigem Geruch, die sehr schwer löslich in Wasser ist. Es wird als Antioxidationsmittel für Kraftstoffe und Kunststoffe verwendet.